# Boum sur l'argent métal du Colorado

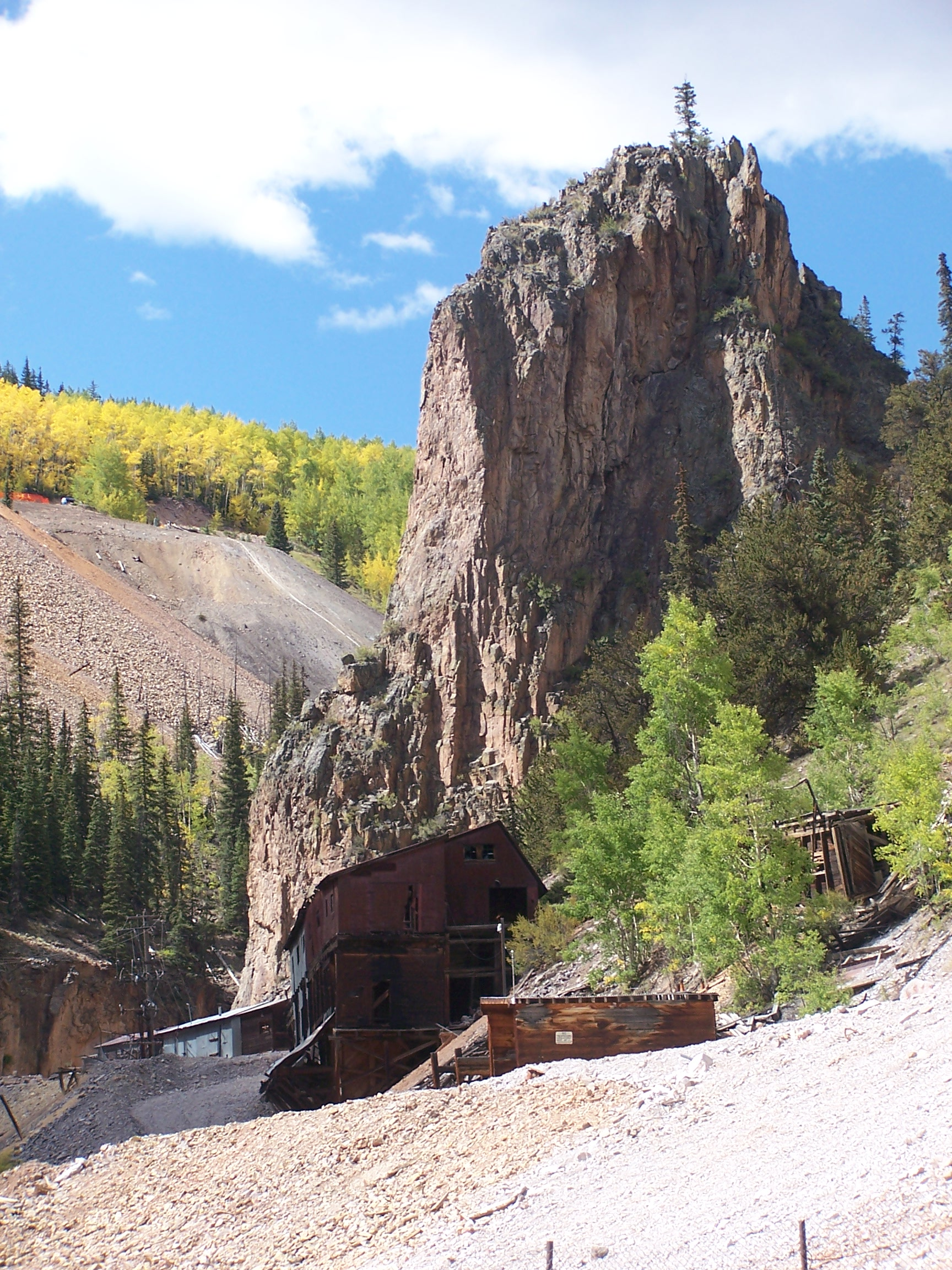
Old mine in Creede, Colorado [http://www.creede.com/bachelor_loop.htm

Le boum sur l'argent métal du Colorado est une période d'essor d'exploitation minière d'argent au Colorado à la fin du XIXe siècle, vingt ans après la ruée vers l'or de Pikes Peak de 1859 et la découverte également d'argent dans l'État voisin du Nevada, sur le Comstock Lode. Ce "boum en argent du Colorado" débuta à la fin des années 1870 avec la découverte d'argent à Leadville. Ce fut la conséquence de commandes à grande échelle du gouvernement américain autorisé par le Congrès en 1878. 
À la même époque est fondé le 1er janvier 1875 à Denver, le "Colorado Mining Stock Exchange", qui s'appuie sur les découvertes d'argent à Leadville. En 1874 il avait été découvert que le sable lourd qui a empêché la récupération de l'or avait pour minéral principal la Cérusite, qui avait un haut contenu d'argent. Les prospecteurs ont tracé le gisement jusqu'à sa source et avant 1876 avaient découvert plusieurs dépôts de filon d'argent. Leadville a été fondé en 1877 par des propriétaires de mines comme Horace Tabor et August Meyer au début du "Boum en argent du Colorado".
Le boom perdura pendant les années 1880, entrainant une forte augmentation de richesse et de population au Colorado, surtout dans la montagne. Il s'acheva en 1893 au moment de la chute du prix de l'argent causé par le Sherman Silver Purchase Act. Plus de 82 millions de dollars en argent furent extraits.
Les conditions de travail à l'intérieur des mines furent souvent dangereuses. La silicose  qui était à l'époque incurable, abîma vite les poumons des mineurs. Il y eut également d'autres périls. Mis à part leurs lanternes ou leurs bougies de suif, les ouvriers étaient plongés dans l'obscurité. Ils étaient sujets au risque d'effondrement de tunnel, d'inondation et de manque d'oxygène dans les endroits les plus profonds. Ils apportèrent souvent des canaris en cage. Quand ces derniers mouraient, cela signifiait que le taux d'oxygène était descendu à un niveau dangereux. Les mines étaient souvent petites et étroites afin d'éviter le coût, le temps et l'effort nécessaires à réparer les tunnels et impliqua de fait des travailleurs de plus petite taille, voire des enfants.